# الجليلة (الضالع)
الجليله هي إحدى قرى الجمهورية اليمنية. وهي تتبع جغرافيًا لمحافظة الضالع. وإداريًا لمديرية الضالع. يبلغ تعداد سكانها 3662 نسمة حسب الإحصاء الذي جرى عام 2004.